# Teresa Carles i Borràs
Teresa Carles Borràs (nascuda a Algerri el 15 d'octubre de 1958) és una cuinera i empresària catalana, pionera de la cuina vegetariana a Catalunya i Espanya. És co-propietària i cuinera principal de l'empresa alimentària "Teresa Carles Healthy Foods", que gestiona diversos restaurants a Catalunya i Aragó. També és autora de diversos llibres de cuina vegetariana.
Va créixer en un entorn rural, al seu poble, Algerri. Ella, cuinera autodidacta, i el seu marit, Ramón Barri, van obrir el 1979 el Paradís, el primer restaurant vegetarià de Lleida, després d'haver-se inspirat en exemples d'arreu d'Europa i Estats Units. El restaurant va ser un èxit i aviat van comprar un edifici annex per ampliar la capacitat. Més d'una dècada després, l'any 1996, amb l'ajuda d'un soci, obren un restaurant anomenat Mandioca Tapioca a Mataró, i dos anys després un local homònim a Tarragona. Aquests dos locals acabaran a mans dels socis i Teresa Carles i col·laboradors se n'acabaran desvinculant. L'any 2003 publica La cuina del paradís, el seu primer llibre de receptes vegetarianes, on combina receptes clàssiques de cuina vegetariana amb creacions pròpies. L'any 2006, juntament amb Manuel Rodrigo i Yanet Moreno obren el seu primer restaurant fora de Catalunya, el Baobab de Saragossa. En aquella època, Jordi Barri i Mar Barri, els fills de Teresa i Ramón, s'incorporaran al negoci familiar. Decidiran crear Feel Good Food Group, que uneix sota un sol paraigües els diferents restaurants del grup i crea a més una cuina central/centre I+D per a proveir-los. Mar Barri s'encarrega del control de qualitat i Jordi Barri aviat es convertirà en el CEO (executiu en cap) de l'empresa.